# Lars Eidinger
Lars Eidinger, född 21 januari 1976 i Berlin, är en tysk skådespelare.
Eidinger har bland annat medverkat i TV-serierna  Babylon Berlin (2017-2022) och Ljuset vi inte ser från 2023. Han har även medverkat i filmen Moln över Sils Maria från 2014.

## Filmografi (i urval)
- 2014: Moln över Sils Maria
- 2017-2022: Babylon Berlin
- 2021: På nära håll
- 2023: Ljuset vi inte ser
- 2024 – De dödas symfoni
- 2025 – Jay Kelly